# Kulturkredslæren
Kulturkredslæren beskæftiger sig med studiet af "kulturkredse", hvilket som arkæologisk og etnografisk begreb henviser til områder, som ikke nødvendigvis geografisk er sammenhængende, men som udviser indbyrdes lighed i materielle, åndelige og sociale kulturtræk. 

## Idéhistorie
Kulturkredslæren har sine rødder i 1800-tallets historiske kulturgeografi. Inden for dette område søgte man ud fra diffusionisme forklaringer på kulturelle ligheder, det vil sige ud fra opfattelsen at ligheder beroede på spredning via handel eller folkevandringer - og ikke på ensartet evolution - at føre alle kulturelle innovationer tilbage til nogle få "kulturkredse".
Viktor Hehns og Otto Schraders kulturhistoriske og lingvistisk-palæontologiske teorier udgjorde grundlaget for den teoretiske bygning, som sattes i gang gennem forskerne i Die Indogermanen- und Germanenfrage. Denne teoretiske retning kaldes kulturkredslæren, og udvikledes inden for den kulturhistoriske antropologi. Dets mål var at med en ekstrem diffusionistisk, "antropologisk-universalhistorisk" (völkerkundlich-universalgeschichtlich) metodik samle al kundskab om verdens kulturer i en universalhistorie. Ved at analysere og kategorisere etnografiske skildringer forsøgte man at definere forskellige kulturkredse og studere deres oprindelse, spredning og sammenhænge.
Som kulturkredslærens ophavsmand betragtes Friedrich Ratzel, som ved studiet af redskabsbestande, eksempelvis bevæbningen hos forskellige afrikanske folk påviste ligheder, som han tolkede som bevis på nært kulturfællesskab. Han udvidede senere gyldigheden i dette princip, da han påviste kulturslægtsskab hos visse afrikanske folk med folkestammer i andre verdensdele. Bernhard Ankermann og Leo Frobenius fulgte disse tanker op i deres etnografiske studier på afrikansk område, og Fritz Graebner har som kulturkredslærens metodolog sat dem i system. Den lærde sprogforsker og religionshistoriker pater Wilhelm Schmidt uddybede metoden (kaldet den kulturhistoriske metode), som han anvendte ved udskillelsen af forskellige kulturlag hos Australiens naturfolk, hvorved han påviste en rækkefølge af kulturhistoriske perioder hos så kaldte historieløse folk. Arkæologen Oswald Menghin tilpassede kulturkredslæren til studiet af forhistoriske kulturer og gennemførte en systematisk parallelisering af etnografiske og forhistoriske kulturkredse, hvilket allerede Graebner og Schmidt i mindre udstrækning tidligere havde forsøgt. Skolen, som vandt tilslutning blandt tyske etnologer, især Fr. Kern og Wilhelm Koppers, var i sin helhed nært knyttet til det af Schmidt redigerede tidsskrift Anthropos, som udkom i Wien, og derfor benævnes den ofte som Wienskolen.

## Begrebet
Ifølge Schmidts universalhistorie havde menneskelighedens ældste kultur været en jæger- og samlerkultur i Asien. I Asien var kulturer af forskellig art opståede og havde spredt sig til forskellige dele af verden. Ved opkomsten af primærkultur fortrængtes urkulturen, som i begyndelsen af 1900-tallet kun fandtes hos pygmæerne, i Ildlandet og hos eskimoerne. Urkulturen havde blandt andet en højeste skabergud, en idé om urmonoteisme, som forsvinder i primærkulturer.
Begrebet kulturkreds var resultatet af og forudsætte et analytisk studium af kulturformernes udbredelse og grupperinger gennem hvilke selv forhistoriske formgrupper og i sidste ende tillige kulturernes kronologiske rækkefølge kan rekonstrueres. En sådan kultursammenhæng måtte ifølge ovennævnte forfattere antages, hvis overensstemmelse forekom ikke blot i det pågældende objekts overordnede natur eller materiale men i bestemte detaljer, for eksempel når visse bueformer i Afrika og Melanesien konstrueres efter samme indviklede metoder. Dette synpunkt kaldes af skolens tilhængere formkriteriet og kombineres med det så kaldte kvantitetskriterium, det vil sige om der findes mange parallelle kulturforeteelser: hvis foruden samme buetype også skjolde- og hustyper, dragter, kultmasker, trommeformer og så fremdeles stemmer overens i Vestafrika og på indonesisk-melaniesisk område, så har man med en fælles kulturkreds at gøre.
Den dogmatiske kulturkredslære, som den repræsenteres af Graebner, nægter således i bevidst opposition mod Adolf Bastian og hans elever, at ensartede kulturelementer var opståede uafhængigt af hinanden flere steder på jorden, og antager ligheder som en følge af menneskets og kulturens vandringer (Übertragung), og hvad de mest primitive kulturformer angår som relikter af en gang over store områder udbredte primitive kulturer, hvilke var blevet fortrængte af senere, mere komplekse kulturformer.
De sammenfattende kategorier ("kulturkredse" i videste mening), under hvilke samtlige kulturer indrangeredes, må snarest betragtes som en slags typologisk serie med henseende til udvikling og tidsfølge, skønt flere af kulturlærens repræsentanter bestred dette. Fra begyndelsen tillempedes begrebet kulturkreds kun snævert geografisk, hvilket karakteriserer benævnelsen fra denne tid: østafrikansk kulturkreds, vestafrikansk kulturkreds, sudankultur (Ankermann), nigritisk kulturkreds, papuansk kulturkreds, melanesisk kulturkreds (Graebner). I enkelte tilfælde benævnte man en kulturkreds efter et for denne karakteristisk redskab (boomerangkultur, buekultur). Schmidt navngav oprindelig de af ham opstillede kulturkredse efter det samfundssystem, som karakteriserede dem (totemistische Kultur, Zweiklassenkultur). Såvel han som Graebner skelnede tillige mellem matriarkalske og patriarkalske kulturkredse. 
I senere arbejder hvilede termonologien hovedsagelig på hensynstagen til næringslivets forskellige former. Som de ældste kulturformer opfattede man de så kaldte urkulturer eller grundkulturer: "pygmækulturer", "tasmanoida", "australoida" og "eskimoida" kulturer. Samtidens moderne kultur benævntes i denne sammenhæng Vollkultur, og hvad, som i rækkefølgen ligger imellem denne og urkulturen, det vil sige de fleste af de historisk og etnografisk kendte kulturformer, kaldte man stamkulturer eller primærkulturer og inddelte dem med tanke på kronologien tillige i tre hovedgrupper.

### Inddeling
De ældste stamkulturer inddeltes af Schmidt i tre kulturkredse:
- de totemiske, de højere jægeres totemiske kulturkreds,
- de oldjordbrugende (altpflanzenische), de primitive agerbrugeres moderretslige kulturkreds,
- oldnomadiske, den indre-asiatiske hyrdekultur.

De findes repræsenterede i alle verdensdele, den sidstnævnte tillige i Europa (samer). Den oldnomadiske kulturkreds havde konserveret patriarkatet og troen på en enkelt skabeargud. I de to andre kulturkredse gefandtes polyteisme, magi og animisme. Ifølge Schmidt tilhørte urindoeuropæerne, semitterne og altaiske folkeslag den oldnomadiske kulturkreds.
De mellemste primærkulturer inddeltes også i tre hovedgrupper:
- de primitive jordbrugskulturer som hidhørende litteratur kaldte jungpflanzerische (eksempelvis melanesisk)
- de hyrdekulturer (Rindhirtenkulturen) som især repræsenteres af Øst- og Sydafrikas hyrdefolk
- nomadekulturer (Pferdhirtenkulturen) som allerede i stenalderen udøvedes af asiatiske heste-hyrdefolk, i moderne tid af altaj-tatarer, karakalmukker, teleuter med flere.

De sene primærkulturer, som udøvedes også af historiske folk, inddeltes i yderligere tre grupper: 
- bykulturer (europæiske, østasiatiske og afrikanske jordbrugskulturer),
- stadskulturer (eksempelvis sumerisk-babylonisk, egyptisk samt oldmexikansk, polynesisk)
- krigerisk betonede, nomade- eller steppekulturer (Hirtenkriegerkulturen), som af alder hørte hjemme i de syrisk-arabiske øknener og i grænseegnene mellem Asien og Europa, men som tillige af hamitiska folk var blevet spredte over hele Nord- og Østafrika.[2]